# 大阪市電福島曽根崎線
大阪市電福島曽根崎線（おおさかしでんふくしまそねざきせん）は、梅田新道 - 福島西通間を結んでいた大阪市電第三期線の路線。

## 路線概要
- 起点：梅田新道
- 終点：福島西通
- 軌間：1435mm
- 架線電圧：直流600V

## 沿革
- 1912年（明治45年）5月1日
  - 大阪市電の第三期線として、梅田新道交差点 - 出入橋間開業。
- 1912年（大正元年）9月12日
  - 出入橋 - 福島中五丁目間が延伸開業し、全線開業。
- 1912年（大正元年） - 1913年（大正2年）
  - 梅田新道交差点を梅田新道に改称。
- 1912年（大正元年） - 1915年（大正4年）
  - 桜橋交叉点を桜橋に改称。
- 1917年（大正6年） - 1919年（大正8年）
  - 梅田新道～桜橋間に曽根崎上四丁目を開業。
- 1923年（大正12年） - 1924年（大正13年）
  - 福島中五丁目を福島西通に改称。
- 1923年（大正12年） - 1925年（大正14年）
  - 福島中二丁目を浄正橋通に改称。
- 1944年（昭和19年）6月1日
  - 曽根崎上四丁目、出入橋、浄正橋通を廃止。
- 1945年（昭和20年）3月13日 - 7月1日
  - 戦災のため梅田新道 - 桜橋間休止。
- 1945年（昭和20年）8月24日
  - 梅田新道 - 桜橋間運行再開。
- 1946年（昭和21年）7月1日
  - 出入橋復活。
- 1949年（昭和24年）3月20日
  - 浄正橋通復活。
- 1969年（昭和44年）2月1日
  - 梅田新道 - 福島西通間を廃止。

## 1959年（昭和34年）7月当時の駅一覧
| 駅名       | キロ程 | 接続路線                               |
| ---------- | ------ | -------------------------------------- |
| 梅田新道駅 | 0.0    | 大阪市電：南北線支線、曽根崎天満橋筋線 |
| 桜橋駅     | 0.5    | 大阪市電：南北線                       |
| 出入橋駅   | 1.0    |                                        |
| 浄正橋通駅 | 1.3    |                                        |
| 福島西通駅 | 1.9    | 大阪市電：西野田福島線、堂島大橋線     |